# Cantius
Cantius es un género extinto de primates adapiformes que vivió en el Eoceno, en Europa y Norteamérica.